# Nick van den Berg

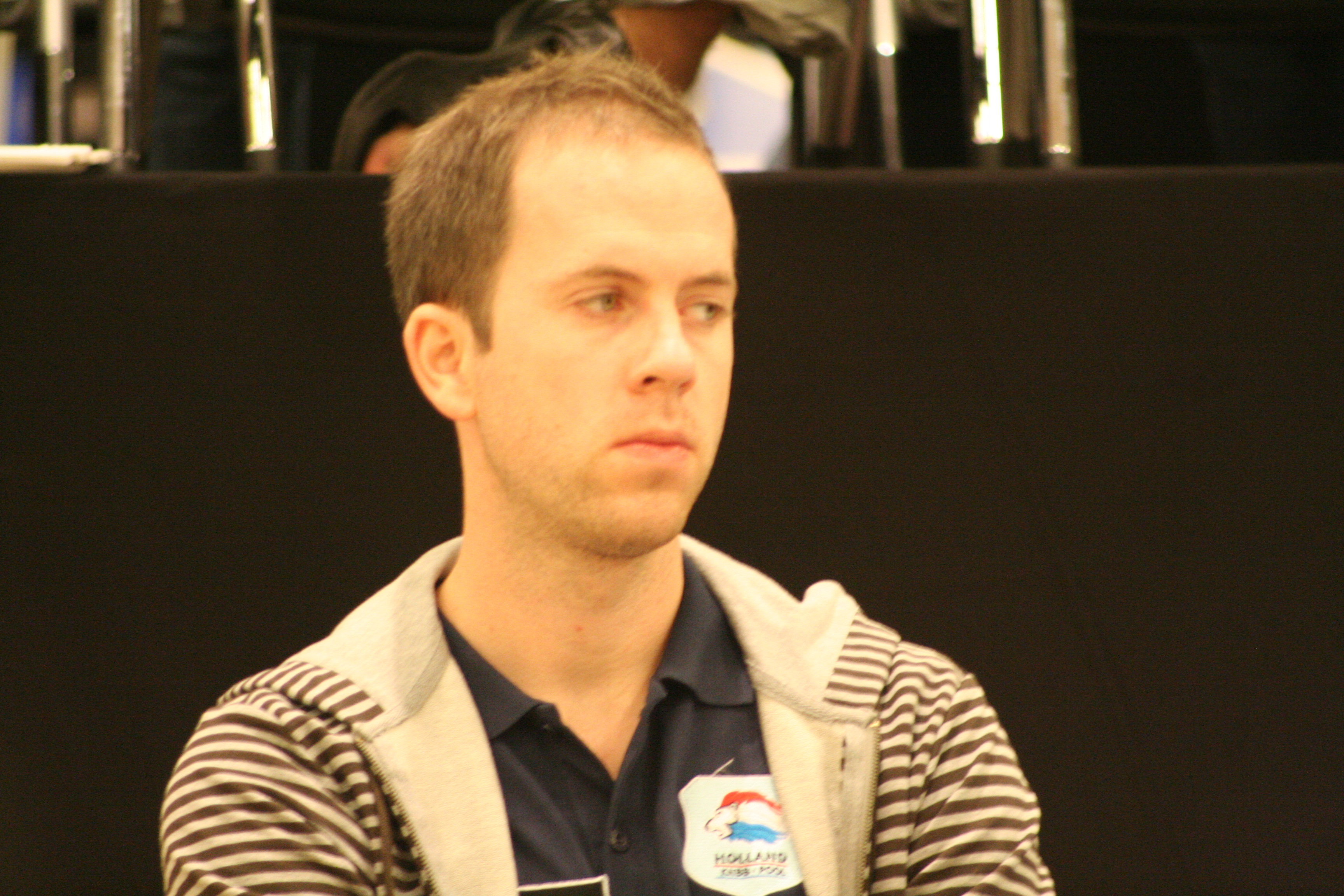
Nick van den Berg

Nick van den Berg (Amsterdam, 24 mei 1980) is een Nederlands poolbiljarter met de bijnaam ' El Niño '. Hij werd op 31 maart 2011 in Brandenburg voor de tweede keer Europees kampioen 9-ball, door in de finale met 11-3 de voor Oostenrijk uitkomende Mario He te verslaan. Eerder won hij dezelfde titel door op 25 april 2009 in Sankt Johann in de finale van de Rus Roeslan Tsjinajov te 9-8 winnen.
Van den Berg bereikte twee weken na zijn eerste EK-titel 9-ball ook de finale van de World Pool Masters Tournament, waarmee hij de tweede Nederlander was die dit presteerde, na Alex Lely in 2000. Hij verloor de eindstrijd op zondag 10 mei met 8-4 van de Engelsman Darren Appleton. De Amsterdammer eindigde eerder op 30 augustus 2008 in het Hilton Hotel van East Brunswick (New Jersey) op de derde plaats van het World Straight Pool Championship. Op dat toernooi werd hij in de halve finale uitgeschakeld door de latere kampioen, zijn landgenoot Niels Feijen. 
Van den Berg was in 2002 als lid van het Europese team de jongste winnaar van de Mosconi Cup en verloor daarbij in 2003 en 2006 van het Amerikaanse team. Hij won de Eurotour ranking in 2002 en 2006. Hij bereikte in 2005 de finale van het wereldkampioenschap 8-ball, waarin hij verloor van de Chinees Wu Chia-Ching.

## Belangrijkste resultaten
- Verliezend finalist wereldkampioenschap 8-ball (2005)
- Verliezend finalist World Pool Masters (2009)
- Europees kampioen 9-ball (2009 en 2011)
- Europees kampioen straight pool (2015)